# Michal Prokop

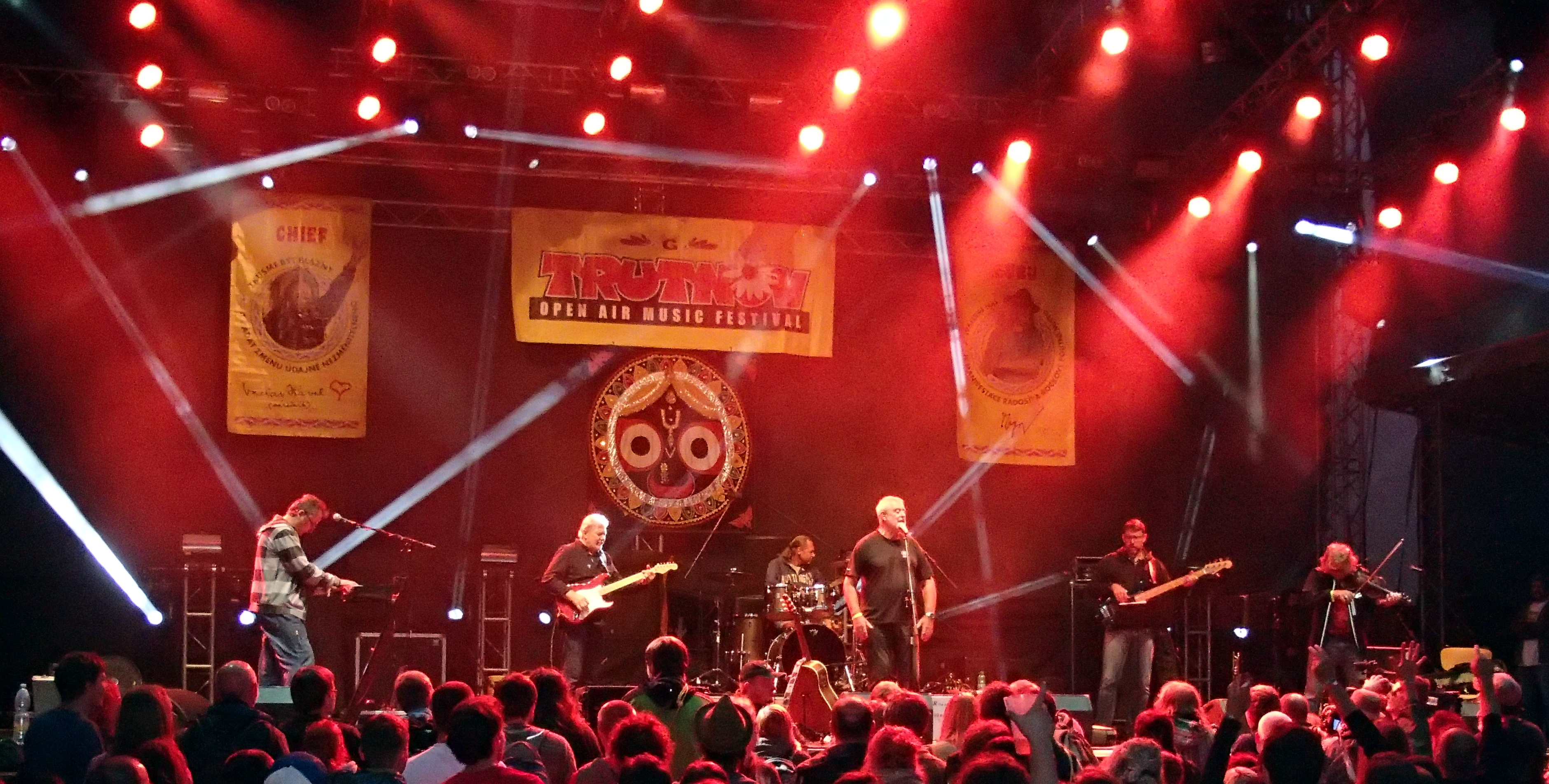
Michal Prokop a Framus Five 2014

Michal Prokop (* 13. srpna 1946 Praha) je český rockový zpěvák, hudební skladatel, bývalý politik Občanské demokratické aliance, moderátor a kulturní činitel. Působí v hudební skupině Framus Five. V roce 2007 byl uveden do beatové síně slávy v kategorii osobnost.

## Životopis
V roce 1968 vystudoval Vysokou školu ekonomickou v Praze (bez diplomu a titulu Ing.) a v roce 1988 vystudoval obor kulturologie na Filozofické fakultě UK.
V roce 1963 začal veřejně vystupovat v rockové hudební skupině, později pojmenované Framus Five, zpočátku jako kytarista, od roku 1967 coby zpěvák. Skupina se žánrově postupně orientovala na soul a rhythm and blues, což se projevilo už na debutovém albu Framus Five z roku 1969. Později přibyly i vlivy progresivního rocku (album Město ER s texty Josefa Kainara z roku 1970, vyšlo 1972). Pak přijal angažmá v divadle Semafor, zároveň vystupoval jako partner v programu Hany Zagorové. V roce 1975 vystupoval se skupinou Mahagon a od roku 1978 v obnovených Framus Five, s nimiž působil až do roku 1990. Od roku 2000 Michal Prokop opět veřejně vystupuje s obnovenou skupinou Framus Five a s akustickým triem. A také vydal několik nových CD a DVD. V 80. letech tato skupina vyprodukovala kritikou oceňovaná alba Kolej Yesterday (1984), Nic ve zlým, nic v dobrým (1987) a Snad nám naše děti… (1989).
V roce 1977 podepsal komunistický pamflet Za nové tvůrčí činy ve jménu socialismu a míru, takzvanou Antichartu v divadle hudby, nikoliv v Národním divadle. V roce 1989 podepsal petice Za osvobození Václava Havla a poté Několik vět.
Po sametové revoluci působil jako československý politik a poslanec Sněmovny národů Federálního shromáždění. Ve volbách roku 1990 zasedl do české části Sněmovny národů (volební obvod Praha) za Občanské fórum. Po rozkladu OF v roce 1991 přešel do poslaneckého klubu ODA. Ve Federálním shromáždění setrval do voleb roku 1992.
Od roku 1992 vykonával funkci náměstka ministra kultury. Ve volbách v roce 1996 byl zvolen do Poslanecké sněmovny Parlamentu České republiky za ODA a poslanecký mandát držel do předčasných voleb roku 1998. Zastával funkci předsedy Výboru pro vědu, vzdělání, kulturu, mládež a tělovýchovu.
Členem Občanské demokratické aliance byl v letech 1991–1998. Zasedal i ve vedení strany, ale na podzim 1997, v souvislosti s vyhrocováním krize uvnitř ODA i v rámci koalice, patřil k předním politikům ODA, který oznámil, že na nadcházející celostátní konferenci dá svou funkci k dispozici.
V letech 1998–2001 byl ředitelem projektu Praha – Evropské město kultury roku 2000. Na konci 90. let uváděl politicky orientovaný pořad Nic ve zlým v televizi Prima. Od roku 2000 moderoval v České televizi do prosince 2013 televizní talk show Krásný ztráty. Vydal také knižní podobu těchto televizních rozhovorů ve dvou knihách. V roce 2020 měl premiéru Vondrákův dokument o životě zpěváka Michal Prokop: Až si pro mě přijdou….

## Výběr hitů

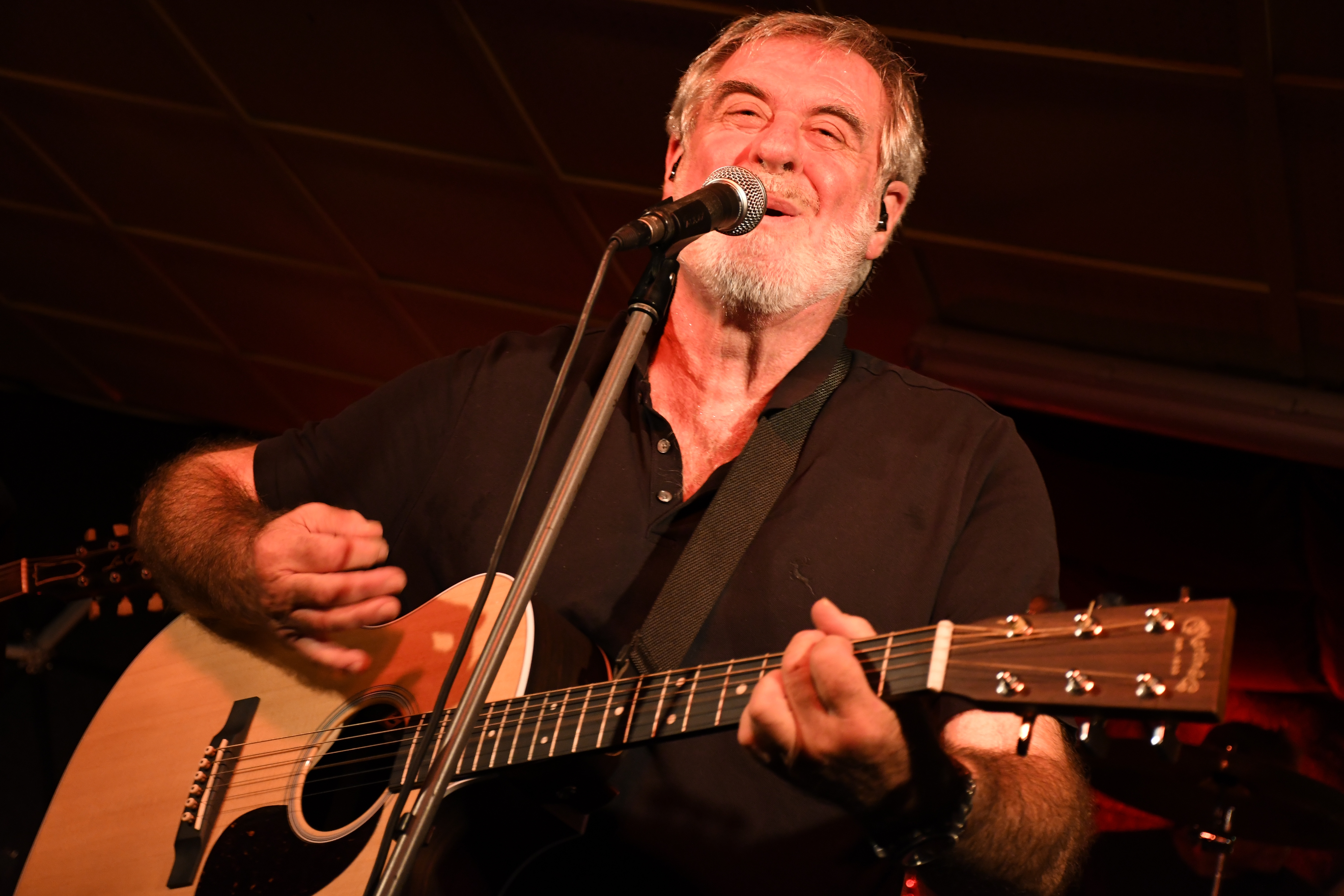
Michal Prokop během koncertu Framus Five (2019)

- Blues o spolykaných slovech (Až si pro mě přijdou funebráci)
- Kolej Yesterday
- Bitva o Karlův most
- V baru jménem Krásný ztráty
- Nic ve zlým, nic v dobrým
- Noc je můj den

## Diskografie

### Alba Michala Prokopa a Framus Five

#### Studiová
- Framus Five + Michal Prokop, exportní verze z roku 1971 pod názvem Blues in Soul, Supraphon/Bonton Music, 1969/1995/2008
- Město ER, Supraphon/Sony Music, Bonton, 1971/1990/1999/2008/2016
- Holubí dante, Panton/Bonton Music, 1980/2002
- Kolej Yesterday, Panton/Bonton Music, 1984/1997/jubilejní edice 2014
- Nic ve zlým, nic v dobrým, Panton/Bonton Music, 1987/1998
- Snad nám naše děti…, Panton/Sony Music, Bonton, 1989/2000/2008
- V nijakém městě, Supraphon/Sony Music, Bonton, 1990/2017 (album Heleny Arnetové, Michal Prokop s ní nazpíval duety „Odněkud někam“ a „Zvolna“)
- Sto roků na cestě, Joe's Garage, 2012
- Mohlo by to bejt nebe…, Supraphon, 2021
- Ostraka, Supraphon, 2025[8]

#### Kompilační
- Až si pro mě přijdou, Panton/Bonton Music, 1990/1996 výběr
- Odněkud Někam, Sony Music Bonton, 2000, 2 CD
- Pořád to platí 1968 – 1989, Supraphon, 2008 box obsahující prvních 6 alb
- Už je to napořád 2000–2012, Supraphon, 2016
- Čas je šťastnej lhář, Supraphon, 2023

#### Koncertní
- Live 60, Framus Five & Hosté, Sony BMG, 2007, 2008, CD+DVD
- Krásný ztráty Finále, Framus Five & Hosté, Joes garage/ 2014, CD+DVD

### Alba Michala Prokopa

#### Studiová
- Poprvé naposledy, Sony BMG, 2006

#### Koncertní
- Unplugged - Live, Indies Records, 2005 – s Lubošem Andrštem a Janem Hrubým

#### Spolupráce na jiných albech
- Černý ovce, Sony Music/Bonton, 1997, album houslisty Jana Hrubého

## Ocenění
- 1967 – 1. československý beatový festival, Praha, Palác Lucerna – nejlepší zpěvák
- 1984 – Vokalíza za nejlepší píseň „Kolej Yesterday“, Praha, Palác Lucerna
- 1988 – Cena časopisu Melodie – Zlatá nota – zpěvák roku
- 1988 – Cena časopisu Melodie – Zlatá nota – zpěvák roku
- 1988 – Cena časopisu Melodie – Zlatá nota – zpěvák roku
- 1989 – Výroční ceny vydavatelství Panton Zlatý štít za album Nic ve zlým, nic v dobrým
- 1995 – Řád umění a literatury (L'Ordre des Arts et des Lettres), Francie, hodnost: důstojník
- 2006 – Zlatá deska za album Poprvé naposledy
- 2007 – osobnost roku Radia Beat – Beatová síň slávy
- 2007 – Zlatá deska za DVD Live 60
- 2007 – Platinová deska za DVD Live 60
- 2013 - Zlatá deska za CD Sto roků na cestě
- 2014 – Platinová deska za CD Sto roků na cestě